# Odin
Odin (staronordijski Óðinn) je vrhovni bog u nordijskoj mitologiji, često zvan i Svih-Otac (Allfodr), a ima i mnogo drugih imena: Herran ili Herjan (Veleuništavatelj), Nikar ili Hnikar (Podjarivač), Nikuz ili Hnikud (Vodenbog), Fjolnir (Mnogoznajući), Oske (Ostvariželja), Omi (Ječigovor), Biflidi ili Biflindi (Tresikoplje), Svidar (Gospodar Vremena), Svidrir (Kopljobog), Vidrir (Vrijeme), Jalg ili Jalk (Škopac). Zove se i Valfodr (Otac Poginulih), Hangagud (Visibog), Haptagud (Okov-bog), Farmagud (Teret-bog), a ima ih još i više, kako se kaže u Grímnismálu, pjesmi iz Starije edde:
| (Grímnismál, 46−50)            | (Grímnismál, 46−50)            |
| ------------------------------ | ------------------------------ |
| Heitumzk Grímr                 | Zovem se Grimr,                |
| ok Gangleri,                   | i Gangleri,                    |
| Herian, Hiálmberi,             | Herjen, Hjalmberi,             |
| Þekkr, Þriði,                  | Tekkr, Tridi,                  |
| Þuð, Uðr,                      | Tudr, Udr,                     |
| Helblindi, Hár,                | Helblindi, Har,                |
| Saðr, Svipall,                 | Sadr, Svipall,                 |
| Sanngetall,                    | Sanngetall,                    |
| Herteitr, Hnikarr,             | Herteitr, Hnikarr,             |
| Bileygr, Báleygr,              | Bileygr, Baleygr,              |
| Bölverkr, Fiölnir,             | Bolverkr, Fjolnir,             |
| Grímnir, Glapsviðr, Fiölsviðr, | Grimnir, Glapsvidr, Fjolsvidr, |
| Síðhöttr, Síðskeggr,           | Sidhottr, Sidskeggr,           |
| Sigföðr, Hnikuðr,              | Sigfodr, Hnikudr,              |
| Allföðr, Atríðr, Farmatýr,     | Alfodr, Atridr, Farmatyr,      |
| Óski, Ómi,                     | Oski, Omi,                     |
| Iafnhár, B<if>lindi,           | Jafnhar, Biflindi,             |
| Göndlir, Hárbarðr,             | Gondlir, Harbardr,             |
| Sviðurr, Sviðrir,              | Svidurr, Svidrir,              |
| Ialkr, Kialarr, Viðurr,        | Jalkr, Kjalarr, Vidurr,        |
| Þrór, Yggr, Þundr,             | Tror, Yggr, Tundr,             |
| Vakr, Skilvingr,               | Vakr, Skilvingr,               |
| Váfuðr, Hroptatýr,             | Vafudr, Hroptatyr,             |
| Gautr, Veratýr.                | Gautr, Veratyr.                |
|                                | (prijevod Dore Maček)          |

## Odinove karakteristike

#### Odinova obitelj
Odin je bog rata i mudrosti, a čini se da je bio i bog poezije, lova, čarolije. Po njemu je srijeda dobila ime u germanskim jezicima (šved. onsdag, eng. Wednesday od Wōden...). Sin je Bora i Bestle, unuk Burija kojeg je iz leda izbavila krava Audhumla na samome početku. Brat je Vilija i Vea, suprug božice Frigg s kojoj ima sinove Baldra, Hodra i Hermoda. S Jord ima sina Thora, koji je njegov najstariji sin. S Rind ima Valija, a s Grid ima Vidara. Od Odina potječu i bogovi iz skupine Asa.

#### Odinova djela
On je, zajedno s braćom, stvorio nebo i zemlju, a potom i ljude. Ubili su mraznoga diva Ymira i od njegova mesa napravili zemlju, od njegove krvi jezera, more i oceane, od kostiju planine, a od zuba i čeljusti kamenje i šljunak. Od lubanje njegove načiniše nebo, a od mozga oblake. Potom su od dva stabla načinili ljude. Jedan im udahne život i da dušu, drugi im da razum i pokretljivost, a treći oblik, govor, vid i sluh. Tako nastadoše Ask (Jasen) i Embla (Brijest), prvi muškarac i žena. Prema jednoj priči, mudrost je stekao žrtvujući svoje oko stavljajući ga u Mimirov izvor u podnožju svjetskog drveta 
Yggdrasila kao zalog da bi smio piti iz njega (prema ovoj priči Mimirova je glava čuvar vrela). Da bi saznao tajnu runa žrtvovao je samog sebe viseći razapet na Yggdrasilu proboden kopljem devet dana i noći bez hrane i pića. Proniknuvši tajnu runa, pao je s drveta, a kada je uskrsnuo iz mrtvih znao je mnoge stvari skrivene od ljudi. Freyja ga je naučila posebnoj vrsti magije koju su prakticirali svi bogovi Vani, tzv. seidr.
Mogao je predvidjeti budućnost, posjećivati podzemni svijet i mijenjati svoje obličje u koju od životinja ili u starca te bi tako često lutao Midgardom, svijetom ljudi, naplaćujući dobrotu bogatstvom, susretljivost mudrošću, a okrutnost osvetom. Za to bi vrijeme njegovo tijelo ležalo u kataleptičnom snu. Kada posjećuje ljude običava nositi dugi kaput i šešir široka oboda. Ozbiljan je. Ima visoko čelo i guste obrve te samo jedno oko, a tu je i nezaobilazna duga siva brada. U Asgardu, među bogovima, Odin nema nikakvih fizičkih nedostataka. Jednom je tako otputovao i dugo se nije vraćao, a njegova su braća Vili i Ve podijelili njegovu imovinu i oženili njegovu ženu Frigg, no po njegovu su mu povratku sve vratili. Njegovo se prijestolje Hlidskjalf nalazi u velikoj dvorani Valaskjalf, a kad sjedne na njega vidi sve što se događa na svijetu.

#### Odinov život
Na ramenu mu sjede dva gavrana, Hugin (Pamćenje) i Munin (Misao) , koje svako jutro šalje u svijet kako bi mu 
donijeli vijesti o čovječanstvu. U njegovu društvu su i dva vuka Geri (Pohlepni) i Freki (Proždrljivi) te osmonogi konj Sleipnir, sin Lokijev. Posjeduje dvije dragocjenosti: koplje Gungnir koje nikada ne promašuje svoj cilj i prsten Draupnir koji bi svake devete noći stvorio osam istih prstenova. Odin je lukavstvom ukrao divu Suttungu medovinu pjesništva (načiniše je patuljci miješajući med i krv mudrog boga Kvasira kojeg su prethodno ubili) prenoseći je u obliku orla tri noći u Asgard, svijet bogova. Odinu ne treba hrane, vino mu je i jelo i pilo. Stoluje u palači Valhali koja ima 540 dveri od kojih su svaka toliko široka da kroz njih može proći 800 boraca. Njemu pripada polovica ratnika poginulih u borbi (druga polovica pripada Freyji) koji mu trebaju za borbu kad dođe vrijeme konačne borbe, Ragnaröka. On šalje valkire na bojno polje da mu dovedu borce u Valhalu gdje će boraviti do Ragnaröka. Kada dođe vrijeme Odin će povesti bogove i svoje ratnike u boj. Sam će poginuti tako što će ga proždrijeti čudovišni vuk Fenrir, a osvetit će ga sin Vidar.